# Frederik Andersen (Eishockeyspieler)
Frederik Andersen (* 2. Oktober 1989 in Herning) ist ein dänischer Eishockeytorwart, der seit Juli 2021 bei den Carolina Hurricanes in der National Hockey League unter Vertrag steht. Zuvor verbrachte er vier Jahre bei den Anaheim Ducks, in deren Trikot er – gemeinsam mit John Gibson – 2016 die William M. Jennings Trophy als Torhüter-Duo mit dem geringsten Gegentorschnitt gewann. Diesen Erfolg wiederholte er 2022 mit Antti Raanta. Zudem spielte er fünf Saisons bei den Toronto Maple Leafs.

## Karriere
Frederik Andersen begann seine Karriere als Eishockeyspieler bei den Herning Blue Fox, für die er bereits in der Jugend aktiv war. In seinem Rookiejahr absolvierte der Torwart zehn Spiele in der AL-Bank Ligaen und wurde erstmals in seiner Karriere Dänischer Meister. Diesen Erfolg konnte er mit seiner Mannschaft im folgenden Jahr wiederholen. In der Saison 2008/09 erreichte Andersen mit seinem Team erneut die Finalspiele, unterlag dort jedoch dem Gegner SønderjyskE Ishockey.
Zur Saison 2009/10 wechselte Andersen zu den Frederikshavn White Hawks. Dort konnte er überzeugen und wies die beste Fangquote aller Torwärte der AL-Bank Ligaen auf. Zudem wurde er zum wertvollsten Spieler der Saison gewählt. Daraufhin wählten ihn die Carolina Hurricanes im NHL Entry Draft 2010 in der siebten Runde als insgesamt 187. Spieler aus. Der Nationalspieler blieb jedoch in Frederikshavn und wurde mit seiner Mannschaft in der Saison 2010/11 Vizemeister. Am Erreichen der Finalserie hatte er entscheidenden Anteil und er wurde zum Spieler des Jahres sowie in das All-Star Team der AL-Bank Ligaen gewählt. Zudem war er im März Spieler des Monats der Liga.

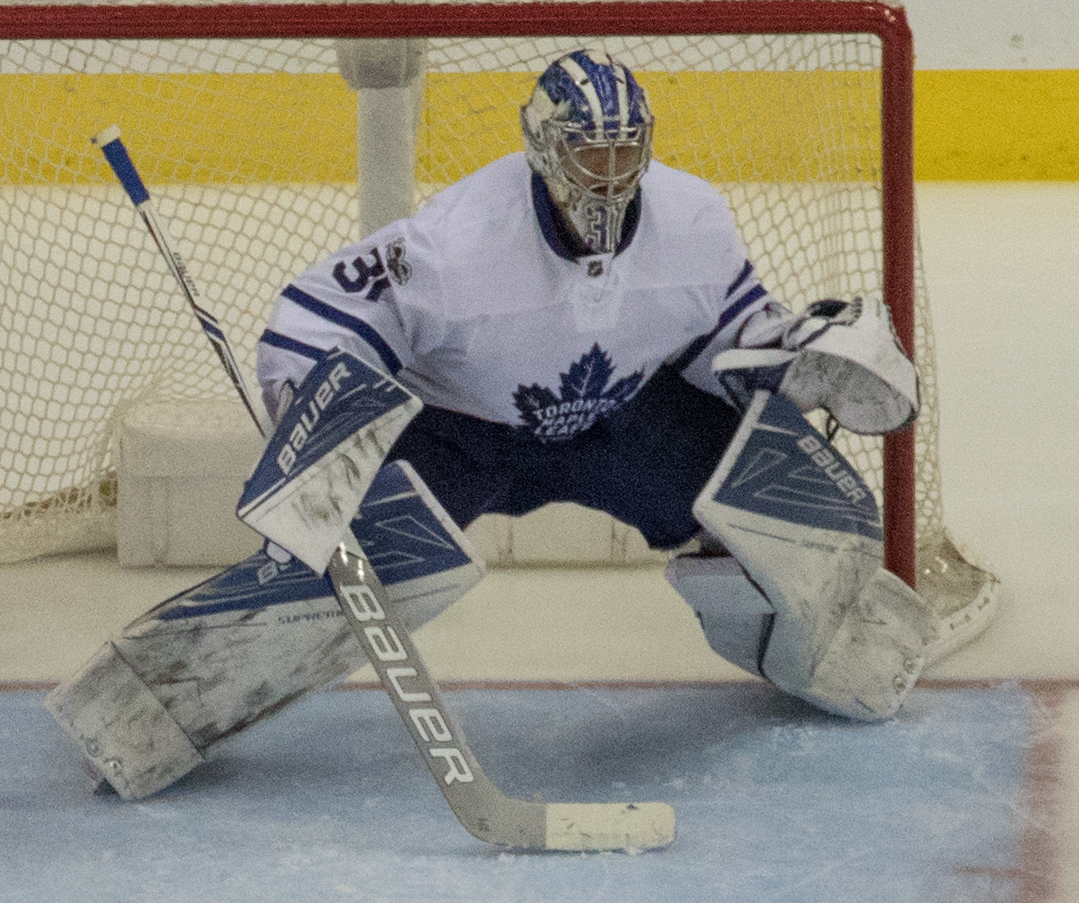
Andersen im Trikot der Toronto Maple Leafs

Zur Saison 2011/12 wurde Andersen vom Frölunda HC aus der schwedischen Elitserien verpflichtet. Nach einer überragenden Spielzeit im Trikot des Frölunda HC, bei der Andersen mit einem Gegentorschnitt von 1,62 und einer Fangquote von 94,3 Prozent in der Hauptrunde die Liga angeführt hatte, wurde er beim NHL Entry Draft 2012 in der dritten Runde an insgesamt 87. Position von den Anaheim Ducks ausgewählt. Im Juli 2012 unterzeichnete der Däne einen zweijährigen Einstiegsvertrag in der Organisation der Kalifornier und debütierte für deren Farmteam, die Norfolk Admirals, am 12. Oktober 2012 in der Partie gegen die Worcester Sharks in der American Hockey League.
Nach einer ausgezeichneten Rookie-Saison in der American Hockey League, in der er in 47 Partien der regulären Saison eine Fangquote von 92,9 Prozent erreichte, folgte im Verlauf der Saison 2013/14 sein NHL-Debüt für die Anaheim Ducks. Am 20. Oktober 2013, im Heimspiel gegen die Dallas Stars, ersetzte Andersen zu Beginn des zweiten Drittels Jonas Hiller im Tor der Kalifornier und parierte anschließend alle 24 Torschüsse des Gegners, sodass Anaheim die Partie mit 6:3 gewann. Nachdem er zwischenzeitlich erneut in die AHL geschickt wurde, kehrte er im November 2013 in den NHL-Kader zurück, als sich Torhüterkollege Viktor Fasth verletzte.
In der Saison 2015/16 erhielt er gemeinsam mit seinem Teamkollegen John Gibson die William M. Jennings Trophy als das Torhüter-Duo mit den wenigsten Gegentoren der Liga. Im Anschluss wechselte Andersen im Juni 2016 zu den Toronto Maple Leafs, die im Gegenzug ein Erstrunden-Wahlrecht für den NHL Entry Draft 2016 sowie ein Zweitrunden-Wahlrecht für den NHL Entry Draft 2017 nach Anaheim schickten. In Toronto unterzeichnete Andersen direkt einen neuen Fünfjahresvertrag. In der Saison 2017/18 stellte Andersen mit 38 Siegen einen neuen Franchise-Rekord bei den Maple Leafs auf.
Nach fünf Jahren in Toronto wurde sein auslaufender Vertrag nach der Saison 2020/21 nicht verlängert, sodass er sich als Free Agent den Carolina Hurricanes anschloss. Dort unterzeichnete er einen Zweijahresvertrag mit einem Gesamtvolumen von neun Millionen US-Dollar. Gemeinsam mit dem ebenfalls neu verpflichteten Antti Raanta ließen die beiden erneut die wenigsten Gegentore zu, sodass Andersen seine zweite William M. Jennings Trophy gewann.

### International
Für Dänemark nahm Andersen im Juniorenbereich an den U18-Junioren-B-Weltmeisterschaften 2006 und 2007 sowie den U20-Junioren-B-Weltmeisterschaften 2007 und 2009 und der U20-Junioren-Weltmeisterschaft 2008 teil. Im Seniorenbereich stand er im Aufgebot seines Landes bei den A-Weltmeisterschaften 2009, 2010, 2011, 2012 und 2018.
Zudem sollte Andersen zum Team Europa beim World Cup of Hockey 2016 gehören, sagte jedoch verletzungsbedingt ab.

## Erfolge und Auszeichnungen
| - 2007 Dänischer Meister mit den Herning Blue Fox - 2008 Dänischer Meister mit den Herning Blue Fox - 2009 Dänischer Vizemeister mit den Herning Blue Fox - 2010 Beste Fangquote der AL-Bank Ligaen - 2010 Wertvollster Spieler der Al-Bank Ligaen - 2011 AL-Bank Ligaen Spieler des Monats März - 2011 Dänischer Vizemeister mit den Frederikshavn White Hawks | - 2011 AL-Bank Ligaen All-Star Team - 2011 AL-Bank Ligaen Spieler des Jahres - 2014 NHL All-Rookie Team - 2016 William M. Jennings Trophy (gemeinsam mit John Gibson) - 2020 Teilnahme am NHL All-Star Game - 2022 Teilnahme am NHL All-Star Game - 2022 William M. Jennings Trophy (gemeinsam mit Antti Raanta) |

### International
- 2007 Aufstieg in die Top Division bei der U18-Junioren-Weltmeisterschaft
- 2007 Aufstieg in die Top Division bei der U20-Junioren-Weltmeisterschaft
- 2018 Bester Torhüter der Weltmeisterschaft

## Karrierestatistik
Stand: Ende der Saison 2024/25

### International
Vertrat Dänemark bei:
| - U18-Weltmeisterschaft der Division IB 2006 - U20-Weltmeisterschaft der Division IA 2007 - U18-Weltmeisterschaft der Division IB 2007 - U20-Weltmeisterschaft 2008 - U20-Weltmeisterschaft der Division IB 2009 - Weltmeisterschaft 2009 - Qualifikationsturnier für die Olympischen Winterspiele 2010 | - Weltmeisterschaft 2010 - Weltmeisterschaft 2011 - Weltmeisterschaft 2012 - Qualifikationsturnier für die Olympischen Winterspiele 2014 - Qualifikationsturnier für die Olympischen Winterspiele 2018 - Weltmeisterschaft 2018 - Qualifikationsturnier für die Olympischen Winterspiele 2026 |

(Legende zur Torhüterstatistik: GP oder Sp = Spiele insgesamt; W oder S = Siege; L oder N = Niederlagen; T oder U oder OT = Unentschieden oder Overtime- bzw. Shootout-Niederlage; Min. = Minuten; SOG oder SaT = Schüsse aufs Tor; GA oder GT = Gegentore; SO = Shutouts; GAA oder GTS = Gegentorschnitt; Sv% oder SVS% = Fangquote; EN = Empty Net Goal; 1 Play-downs/Relegation; Kursiv: Statistik nicht vollständig)

## Familie
Sein Vater Ernst Andersen war ebenfalls dänischer Nationaltorhüter. Sein Bruder Sebastian ist auch professioneller Eishockeyspieler.